# Indecent Proposal (album)
Indecent Proposal è il secondo album in studio del duo hip hop statunitense Timbaland & Magoo, pubblicato nel 2001.

## Tracce
1. Intro (featuring DJ S&S) – 1:06
2. Drop (featuring Fatman Scoop) – 6:00
3. All Ya'll (featuring Sebastian & Tweet) – 3:57
4. It's Your Night (featuring Sebastian & Sin) – 5:55
5. Indian Carpet (featuring Playa) – 4:24
6. Party People (featuring Jay-Z & Twista) – 5:18
7. People Like Myself (featuring Playa) – 4:37
8. Voice Mail (Interlude) (featuring Playa) – 1:07
9. Serious (featuring Petey Pablo) – 3:47
10. Roll Out (featuring Petey Pablo & Sebastian) – 4:27
11. Love Me (featuring Tweet & Petey Pablo) – 3:58
12. Baby Bubba (featuring Petey Pablo) – 4:23
13. In Time (featuring Ms. Jade & Mad Skillz) – 3:40
14. Mr. Richards (Interlude) (featuring Petey Pablo) – 0:50
15. Considerate Brotha (featuring Playa & Ludacris) – 4:12
16. Beat Club (featuring Troy Mitchell, Sin & Sebastian) – 4:47
17. I Am Music (featuring Aaliyah & Playa) – 3:59